# Raul Armando Mendes
Raul Armando Mendes (Tarauacá, 13 de agosto de 1929 - São Paulo, 22 de outubro de 2005) 
foi um advogado e jurista brasileiro.

## Biografia
Formou-se em direito, em 1954, pela Faculdade Federal do Amazonas, vindo, a seguir, para o Estado de São Paulo, ocasião em que ingressou no Ministério Público.
Por muitos anos esteve afastado da carreira para ser assessor jurídico do  professor Hely Lopes Meirelles. Nesse ínterim foi Secretário do Interior e Secretário da Segurança Pública.
Posteriormente, foi requisitado pelo governo federal para assumir o cargo de Diretor Geral do Serviço Nacional dos Municípios, do Ministério do Interior; em seguida, assessor Jurídico do Ministério da Justiça e, posteriormente, Secretário Geral do mesmo ministério, tendo, nessa qualidade, assumido, interinamente, por duas vezes o cargo de Ministro da Justiça, posto do então ministro Alfredo Buzaid.
Voltando ao Ministério Público do Estado de São Paulo chegou ao cargo de Procurador de Justiça (chefe do ministério público), tendo se aposentado para acompanhar o Professor Alfredo Buzaid, nomeado, na ocasião, Ministro do Supremo Tribunal Federal; viria a ser seu Assessor Jurídico. 
Posteriormente, atuou como advogado ao lado de seu colega Hely Lopes Meirelles, na cidade de São Paulo. Raul Armando Mendes ainda escreveu o livro "Comentários ao Estatuto das Licitações e Contratos Administrativos" de grande sucesso no meio jurídico, bem como o livro "Da interposição do Recurso Extraordinário".
Lutou por vários anos contra o câncer e uma doença incurável no cerebelo. Mudou-se de São Paulo para Guarapari, no estado do Espírito Santo, para tratamento de saúde, O clima bom e a água gelada do mar proporcionaram uma melhor qualidade de vida, mas a doença incurável, a cada dia, piorava sua saúde.
Em busca de uma cura, certa ocasião, viajou aos Estados Unidos, percorrendo várias cidades americanas, a fim de visitar faculdades que estudavam o problema que lhe afligia, mas as pesquisas ainda eram incipientes, não havendo sinal de vacina ou outra droga que combatesse aquele mal.
Resistente, faleceu em São Paulo somente em 2005, no Hospital Alemão Oswaldo Cruz, local em que permaneceu, por mais ou menos dois anos.
Seu corpo foi cremado e suas cinzas lançadas no mar de Guarujá, cidade pela qual tinha especial apreço, tendo em vista ter morado, também, por vários anos naquela localidade.